# Otto Logk z Netky
Otto Logk z Netky, O.Cist. (19. ledna 1714 – 25. dubna 1782) byl v letech 1770–1782 opatem cisterciáckého kláštera ve Žďáru nad Sázavou.

## Život
Narodil se v Krchlebech v Čechách v roce 1714. Roku 1732 vstoupil ve žďárském klášteře do cisterciáckého řádu. Získal doktorát z teologie, byl vysvěcen na kněze a 12. října 1738 slavil primiční Mši svatou. Následně vyučoval v Praze v arcibiskupském semináři filosofii a kanonické právo. Současně byl sekretářem cisterciáckého řádového vikariátu pro Čechy, Moravu a Lužici. Byl jedním z redaktorů statut pro cisterciácké kláštery v tomto vikariátu (latinsky: Statuta Capitulorum Provincialium Ord. Cist. Vicariatus Bohemiae-Moraviae-Lusatiae).
V letech 1766–1770 byl převorem kláštera ve Žďáru. Po smrti žďárského opata Henneta se konala pod předsednictvím plaského opata Fortunáta Hartmanna volba opata nového. Dne 25. října 1770 byl novým opatem zvolen Otto Logk. V roce 1771 cestoval se zlatokorunským opatem Bohumírem Bylanským na řádovou generální kapitulu do Cîteaux. Zemřel nečekaně 25. dubna 1782 a byl pohřben v opatské hrobce žďárského klášterního kostela. Opatem byl místo něj zvolen jeho synovec a někdejší sekretář Otto Steinbach z Kranichštejna, na jehož žádost byl pak v roce 1784 žďárský klášter zrušen.